# 庫爾德薩克 (愛達荷州)
庫爾德薩克（英語：Culdesac）是一個位於美國愛達荷州內茲珀斯縣的城市。

## 地理
庫爾德薩克的座標為46°22′30″N 116°40′13″W / 46.37500°N 116.67028°W，而該地的平均海拔高度為501米（即1644英尺）。

## 人口
根據2020年美國人口普查的數據，庫爾德薩克的面積為0.58平方千米，當中陸地面積為0.58平方千米，而水域面積為0.00平方千米。當地共有人口413人，而人口密度為每平方千米712.07人。